# باتريشيا فريان
باتريشيا فاليريا بانيستر،  (من مواليد 21 نوفمبر 1923 في لندن، إنجلترا؛ 
توفيت في 18 نوفمبر 2009 في بلفيو، واشنطن، الولايات المتحدة الأمريكية ) كانت كاتبة من القصص الرومانسية التاريخية من عام 1978 حتى عام 2002. كتبت تحت أسماء باتريشيا فريان وجوينيث مور.
ترجمت رواياتها التي كتبت باللغة الإنجليزية إلى عدة لغات أجنبية بما في ذلك الإيطالية والألمانية. اشتهرت برواياتها التاريخية التي تم إعدادها خلال الفترات الجورجية وريجنسي.

## سيرة شخصية
كانت بانيستر قارئة متعطشة في سن مبكرة وبدأت في كتابة قصصها الخاصة عندما كانت في السادسة من عمرها. تسربت بانيستر من المدرسة عندما كانت في الرابعة عشرة من عمرها، وعملت في أحد المصانع في لندن لبعض الوقت ثم التحقت أخيرًا بمدرسة Miss Lodge Secretarial School. بين عامي 1938 و 1940، عملت سكرتيرة في القوات المسلحة في لندن. كما عملت لدى شركة لكولومبيا بيكتشرز كسكرتيرة لمدة عامين قبل أن تلتحق بالجيش الأمريكي في أماكن مختلفة في أوروبا بين عامي 1942 و 1946. التقت بانيستر زوجها ألان لويس بيرج في فرانكفورت وتزوجا في عام 1946، وانتقلت إلى كاليفورنيا. أنجبت ابنين، ما جعلها تتفرغ كربة منزل لعدة سنوات. في عام 1971، عادت إلى العمل كسكرتيرة في قسم شؤون الخريجين بجامعة كاليفورنيا.
عادت إلى الكتابة مرة أخرى في عام 1977، بناءً على طلب صديق.  بحلول عام 1983، باعت رواياتها ملايين النسخ وحصلت على لقب "Silver Loving Cup" من باربرا كارتلاند عن عملها. كما حصلت على العديد من الجوائز في مجلة Times Times. 

## أعمال
كتبت باتريشيا فريان
كتابها الأول، الرب والغجر، بينما كانت تعمل بدوام كامل وتم نشره في عام 1978.  كانت كتب Bannister المنشورة تحت اسم مستعار Veryan، الأكثر شهرة.  وأشادت دار الناشرين الأسبوعية بأعمالها وتسمى «ريدل أوف ألباستر رويال» (1997)، وهي «ريجنسي ترتفع أعلى من الصيغة أكثر من رواياتها الجميلة». دعا كيركوس مراجعات بعنوان «لا أحب الشك أبداً (1995)»، وهي واحدة من أفضل رواياتها في العصر الجورجي. يُنصح المكتبات بتجميع كتبها كجزء من مجموعة أساسية من ريجنسي رومانسي للكاتب كريستين رامسديل في عام 2012 بعنوان «سلسلة الاستشارات العقلية». «تتميز كتب Veryan بشخصيات مركزية متطورة»، وفقًا لرومانس وكتاب تاريخيين في القرن العشرين،  وهو كتاب يناقش أيضًا المعاناة التي تعرض لها بعض أبطالها قبل أن يُمكن اعتبارها خالية من الأخطاء السابقة:، على سبيل المثال، الرب والغجر والحب لا يغيران.
ببليوغرافيا 
- الرب والغجر (1978)
- Love's Duet (1979)
- عشيقة ويلوفيل (1980)
- نانيت (1981)
- Some Brief Folly (1981)
- القلاع الريش (1982)
- متزوج الماضي الفداء (1983)
- The Noblest Frailty (1983)
- الأرملة راهن (1984)
- تاج سانجوينت (1985)
- تدرب على الخداع (1985)
- رحلة إلى السحر (1986)
- الطاغية (1987)
- Give All to Love (1987)
- Love Alters Not (1988)
- عزيز العدو (1988)
- وغد مكرسة (1989)
- منطق القلب (1990)
- Time's Fool (1991)
- لو لم نحب أبداً (1992)
- الأجنحة الضعيفة الرائعة (1992)
- اسألني لا أسئلة (1993)
- "Sweet Charlatan" في Autumn Loves (1993)
- A Shadow's Bliss (1994)
- لا شك أنني أحب (1995)
- ماندرين مايفير (1995)
- فوانيس (1996)
- ريدل أوف ألباستر رويال (1997)
- The Riddle of the Lost Lover (1998)
- ريدل أوف ذا ريفليكت ريك (1999)
- The Riddle of the Shipwrecked Spinster (2001)
- The Riddle of the Deporable Dandy (2002)

كما غوينيث مور،
- كان الرجال يخدعون من أي وقت مضى (1989)
- الضفدع القذر (1990)
- Love's Lady Lost (1991)
- «برايد هاوس» في ريجنسي الرباعية (1993) [13]